# Johnsdorf-Brunn
Johnsdorf-Brunn è una frazione di 804 abitanti del comune austriaco di Fehring, nel distretto di Südoststeiermark, in Stiria. Già comune autonomo, il 1º gennaio 2015 è stato aggregato a Fehring assieme agli altri comuni soppressi di Hatzendorf, Hohenbrugg-Weinberg e Pertlstein.